# Serviciul de Informații Externe (Rusia)
Serviciul de Informații Externe (în rusă Служба внешней разведки Российской Федерации, transliterat: Slujba vnelnei razvedki Rossiiskoi Federații, acronim SVR) este agenția civilă de informații externe a Rusiei. Aceasta este succesorul primei direcții a KGB-ului din decembrie 1991. SVR are sediul în Moscova și directorul raportează direct președintelui Federației Ruse.
Spre deosebire de Serviciul Federal de Securitate al Rusiei, SVR are activități de spionaj în afara Federației Ruse. SIE este autorizat să negocieze acorduri de schimb de informații cu guvernele străine, precum combaterea terorismului și este însărcinat să furnizeze informații finite președintelui rus.

## Autoritate legală
Serviciul funcționează pe baza „Legii cu privire la Inteligența Externă” scrisă de conducerea SVR și adoptată în august 1992. Această lege prevedea că personalul poate ocupa funcții în ministere, departamente, unități, întreprinderi și organizații în conformitate cu prezenta lege fără a compromite asocierea lor cu agențiile de informații externe.
În 1995 a fost adoptată „Legea privind Organele de Informații Externe”, care conferă Serviciului de Informații Externe (SVR) următoarele responsabilități:
- Obținerea de informații relevante pentru securitatea națională;
- Aplicarea de măsuri active pentru protejarea intereselor Federației Ruse;
- Spionaj militar, strategic, economic, științific și tehnologic;
- Protecția personalului instituțiilor ruse din străinătate și a familiilor acestora;
- Protecția personală a oficialilor guvernamentali și a familiilor lor;
- Colaborarea în operațiuni comune cu servicii de informații externe;
- Realizarea de activități de supraveghere electronică în afara granițelor Rusiei.

## Structură de comandă

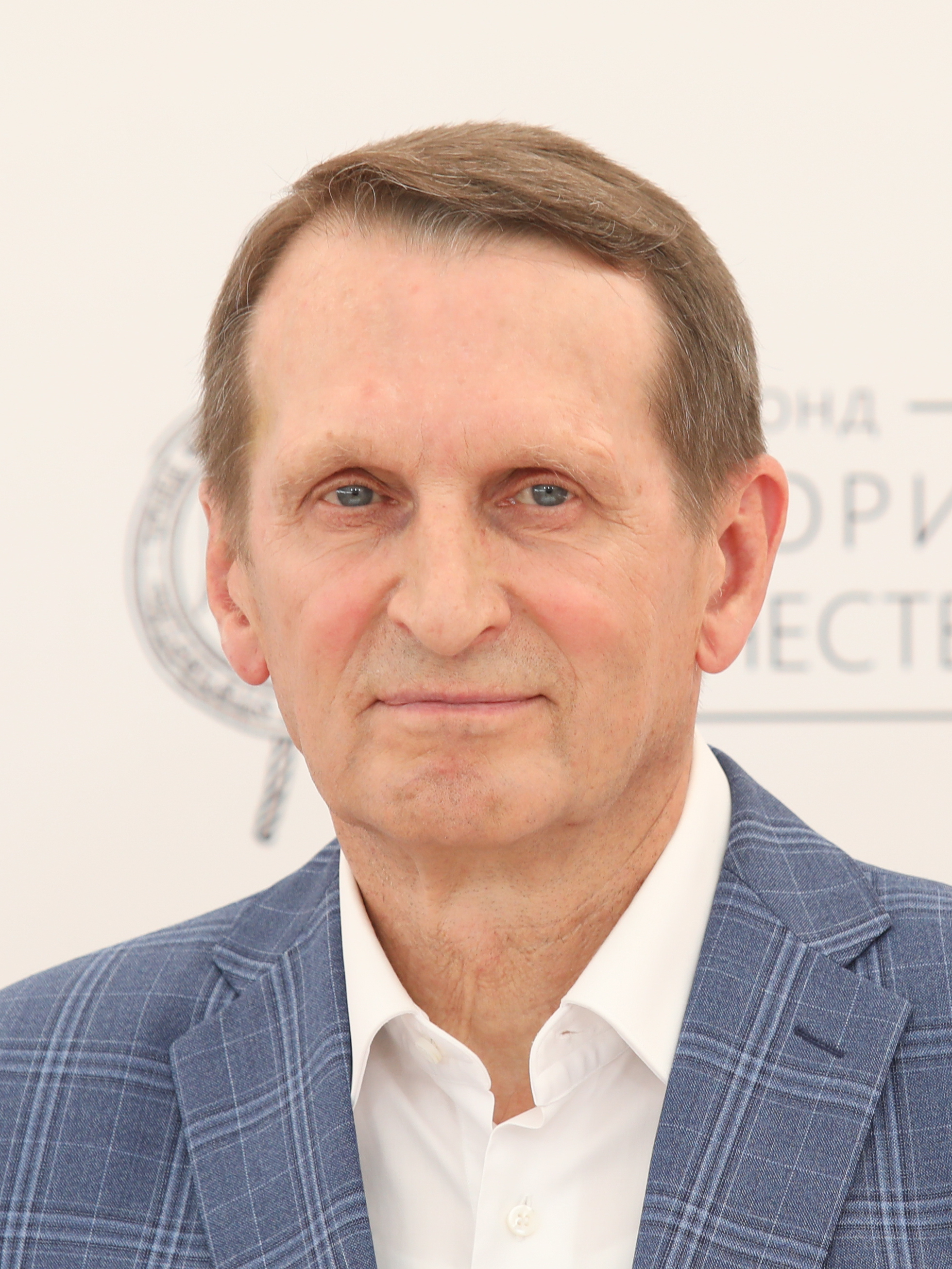
Serghei Narîșkin, director al Serviciul de Informații Externe din 5 octombrie 2016

Conform articolului 12 din Legea Federală din 1996 „Privind Informațiile Externe”, „conducerea generală” a activităților de informații externe este exercitată de președintele Rusiei, care numește directorul Serviciului de Informații Externe.
Directorul prezintă președintelui rapoarte regulate și este membru permanent al Consiliului de Securitate al Rusiei și al Consiliului de Apărare.
În anii 1990, SVR avea următoarele direcții:
- Direcția PR: Informații Publice, cu 17 departamente specializate pe diverse regiuni ale lumii (SUA, Canada, America Latină etc.);
- Direcția S: Informații Ilegale, responsabilă de pregătirea și plasarea agenților ilegali, spionaj biologic și recrutarea cetățenilor străini pe teritoriul Rusiei;
- Direcția X: Informații Științifice și Tehnice;
- Direcția KR: Contraspionaj Extern, responsabilă pentru infiltrarea serviciilor de informații și de securitate străine și supravegherea cetățenilor ruși din străinătate;
- Direcția OT: Sprijin Operațional și Tehnic;
- Direcția R: Plaificarea și Analiză Operațională;
- Direcția I: Servicii Informatice, responsabilă cu analiza și diseminarea informațiilor;
- Direcția de Informații Economice.

Structura actuală a SVR, potrivit site-ului oficial:
- director
- un director prim-adjunct
- un director adjunct pentru fiecare direcție care raportează directorului
- departamentul de Personal
- departamentul de Operațiuni
- departamentul de Analiză și Informații
- departamentul de Știință
- departamentul de Logistică Operațională și Sprijin

## Operațiuni

### Implicarea în politica externă rusă
În timpul președinției lui Boris Elțîn, SVR s-a aflat în conflict cu Ministerul Afacerilor Externe în privința direcționării politicii externe a Rusiei. Directorul SVR, Evgheni Primakov, a avertizat public Occidentul împotriva interferenței în procesele de reunificare ale Rusiei cu fostele republici sovietice și a criticat extinderea NATO, în timp ce ministrul de externe Andrei Kozîrev promova politici mai conciliante. Rivalitatea s-a încheiat în ianuarie 1996, când Primakov l-a înlocuit pe Kozîrev și a adus mai mulți ofițeri SVR în Ministerul de Externe.
În 1999, Boris Elțîn a recunoscut că SVR exercita o influență mai mare asupra politicii externe ruse decât Ministerul de Externe, inclusiv în probleme precum transferul de tehnologii nucleare către Iran, extinderea NATO și modificarea Tratatului privind rachetele antibalistice.
În mai 2023, SVR a fost sancționată de Departamentul Trezoreriei al Statelor Unite ca entitate a guvernului Federației Ruse în baza Ordinului Executiv 14024 pentru comportament sistematic de dezinformare.

### Spionaj
La sfârșitul anilor 1980, KGB, ulterior SVR, a dezvoltat o „a doua linie” de agenți auxiliari, pe lângă agenții ilegali și speciali. Aceștia erau imigranți legali, precum oameni de știință și profesioniști. Mai mulți ofițeri SVR care au dezertat au confirmat existența a mii de astfel de agenți în străinătate.

### Cooperarea cu servicii de informații străine
În 1992, Rusia și China au semnat un acord secret de cooperare în domeniul informațiilor.
În 2003, SVR a colaborat cu Irakul lui Saddam Hussein.
SVR menține acorduri de cooperare și cu serviciile secrete ale unor fost republici sovietice, precum Azerbaidjan și Belarus.

### Asasinări în străinătate
În perioada sovietică, SVR era implicat în asasinate politice externe, activități ce au continuat și după despărțirea de KGB. Printre asasinate atribuite SVR se numără: Boris Berezovsky (oligarh rus), Zelimkhan Yandarbiyev (lider cecen), Aleksandr Litvinenko (fost agent FSB), Maxim Kuzminov (pilot dezertor), Sergei Skripal (dublu agent), Natalia Estemirova (activistă cecenă), Andrei Karlov (ambasador rus).

### Dezinformare pe Internet
Ofițerii SVR foloseau accesul la bibliotecile publice pentru a răspândi propagandă și dezinformare pe site-uri educaționale și în media americană cu scopul de a promova imagini pozitive Rusiei și incitarea de sentimente anti-americane.

### Recrutare
SVR urmărește recrutarea cetățenilor ruși stabiliți în străinătate, fără dubla cetățenie. Strategiile de recrutare nu mai urmăresc promovarea ideologiei comuniste, ci se bazează pe patriotism și loialitate față de Rusia. Conferințele pentru diaspora rusă reprezintă o platformă utilizată frecvent în aceste scopuri.

## Cozy Bear
Cozy Bear (cunoscut și sub alte denumiri precum APT29, CozyDuke, Midnight Blizzard sau NOBELIUM) este un grup de hackeri atribuit serviciului rus de informații externe. Grupul este specializat în atacuri cibernetice asupra guvernelor străine, organizațiilor diplomatice, sectorului comercial și asupra organizațiilor de cercetare.
Cozy Bear utilizează viruși din familia Duke (MiniDuke, CozyDuke, CosmicDuke, SeaDuke, OnionDuke) pentru a compromite țintele. Metodele folosite sunt atacuri de tip phising cu atașamente, exploatarea vulnerabilităților software.

### Atacuri cibernetice
- 2014: Agențiile guvernului american au fost compromise prin emailuri de tip phising cu document Flash care arăta „maimuțe de birou amuzante”.[24]
- 2015: Pentagonul a fost compromis prin atacuri prin email.[25][26]
- 2016: Cozy Bear și grupul rusesc Fancy Bear au accesat serverele Comitetului Național Democrat al alegerilor din SUA. În timp ce ambele erau prezente în serverele CND în același timp, ele funcționau independent.[27][28][29][30]
- 2016-2017: Sunt compromise ministere din Țările de Jos și Norvegia. Ca răspuns, alegerile generale din martie 2017 din Țările de Jos au fost numărate manual.[31][32][33][34]
- 2020: Agențiile de informații Five Eyes au raportat că Cozy Bear a încercat să obțină date despre vaccinul COVID-19 prin atacuri cibernetice. Cozy Bear a fost implicat în atacul asupra SolarWinds care a afectat mii de organizații și agenții guvernamentale.[35][36][37][38][39][40][41][42][43]
- 2024: Au fost compromise conturile de email ale conducerii Microsoft. Rețeaua internă a companiei germane TeamViewer a fost compromisă de Cozy Bear.[44][45][46]